# Nervi (torrente)

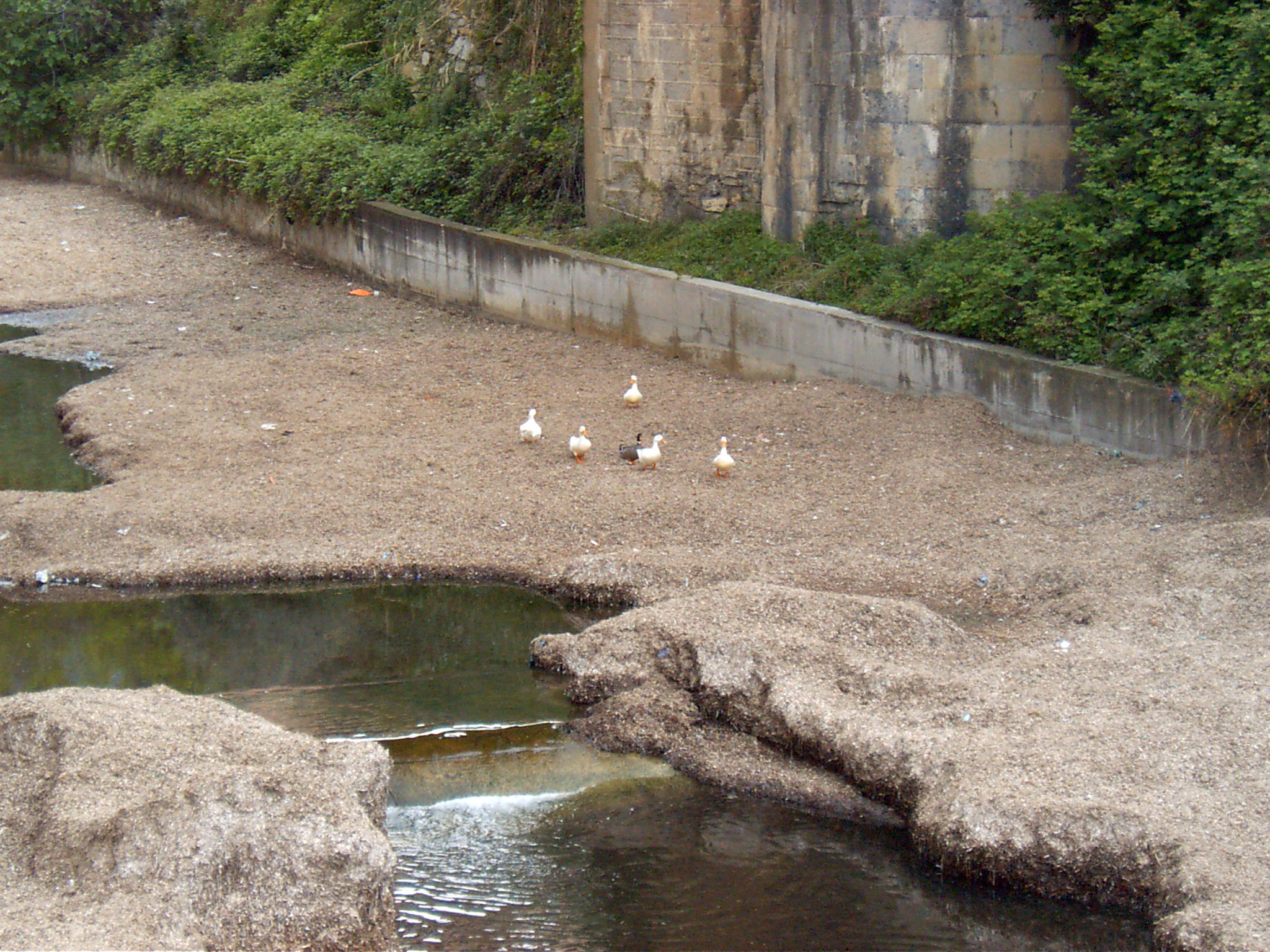
Colonia di anatre alla foce del torrente Nervi

Il Nervi è un torrente genovese, convenzionalmente identificato come punto di inizio della Riviera di Levante.

## Percorso
Il Nervi nasce dall'unione di due torrenti, uno con la sorgente sul Monte Fasce, l'altro in una valletta laterale a ponente di questo, tra il crinale che collega il Monte Giugo al Monte Cordona, e il Monte Croce. Questi due rami si riuniscono nella zona di via Mulinetti, nome che viene dai mulini che una volta utilizzavano la forza motrice di queste acque a fondovalle.
Il torrente poi scorre verso il mare, in direzione Sud, dove, dopo un corso di alcuni chilometri, sfocia a Nervi, nelle acque del porticciolo omonimo.

## Rocce della valle del Nervi
Le rocce scavate dal torrente Nervi appartengono alla tipologia detta dei Calcari ad elmintoidi del Monte Antola, rocce sedimentarie stratificate in cui si alternano in quest'ordine calcare, marna ed argilla. Il torrente tende a erodere i punti deboli di questa composizione. In taluni punti queste formazioni geologiche presentano filoni di pietra da calce, per cui nei secoli scorsi vennero realizzate alcune calcinare (il toponimo "calcinara" è infatti frequente in zona).
Altre cave di cemento ormai da tempo chiuse si trovano poco a monte del cimitero di Nervi.

## I "Laghetti di Nervi"
Nel percorso a monte dell'abitato, la valle che ospita il torrente si restringe e il corso d'acqua dà luogo ai cosiddetti "laghetti di Nervi", piccole pozze d'acqua di cui la più nota è il Lago Scuro. Qui l'acqua ha scavato in alcuni punti, con l'andamento sinuoso della corrente, alcune marmitte nella roccia.
In questo tratto il torrente corre lungo un fondovalle coperto da una fitta e inselvatichita vegetazione, in mezzo alla quale dopo le ultime casette di contadini locali, rimangono solo alcuni ruderi abbandonati.
Un sistema di piccole dighe di cemento, dette briglie, create per frenare la velocità della corrente del torrente in caso di piogge violente ne ha stravolto le forme naturali.
A mezza costa di questa parte di valle, percorsa solo da piccoli sentieri, si trova la chiesetta di Santa Maria Maddalena.

## Cimitero di Nervi
Al confine tra la campagna e l'abitato, si trova il cimitero di Nervi, di fondovalle, al termine di via del Commercio.
A valle del cimitero alcuni tratti del torrente sono stati coperti da una struttura di cemento armato che amplia la strada, intervento che ebbe luogo negli anni '90 del Novecento.
L'intero tratto di torrente compreso fra il cimitero e via Oberdan risulta tombinato, con un intervento di copertura e conseguente allargamento di via del Commercio attuato negli anni ottanta.

## Il ponte sul Nervi
Verso la foce del torrente, prima del porticciolo di Nervi, è presente un antico ponte. Costruito nei secoli XVI-XVII, utilizzato a suo tempo dall'antica Aurelia. Si trova tra il porticciolo e l'attuale via Aurelia (via Oberdan), a sua volta scavalcata così come il torrente stesso dal manufatto di raccordo con corso Europa, sotto la Villa Gnecco. Oggetto di almeno un paio di ricostruzioni dopo crolli a seguito delle piene del torrente, nella sua struttura sono inglobati in resti anche di un'iniziale arcata di ponte medioevale.
Il torrente con il continuo apporto di detriti ne ha insabbiato gli speroni puntati a monte, che risultano ormai del tutto interrati.

## Porticciolo
Il torrente sfocia nel porticciolo di Nervi, storico approdo del quartiere, dove inizia la passeggiata a mare Anita Garibaldi. Sfociando nell'approdo protetto dalle onde da un molo di cemento, il torrente tende continuamente ad insabbiarlo; fenomeno che è però diminuito a seguito del sistema di dighe di cemento realizzate nella parte alta del corso d'acqua, presso quelli che erano i cosiddetti "laghetti".